# Время путешествия
«Время путешествия (Долгое путешествие)» (итал. Tempo di viaggio, англ. Voyage in Time) — документальная лента Тарковского и Гуэрры, посвященная поискам места съёмок будущего фильма «Ностальгия».

## Сюжет
Начав путь из дома писателя и сценариста Тонино Гуэрры в городке Пеннабилли, расположенном в долине реки Мареккья (регион Эмилия-Романья), съёмочная группа объехала множество мест.
Тонино Гуэрра вспоминал, что «Ностальгия» родилась на основе первоначального проекта — путешествия Тарковского по Италии: «Когда Андрей приехал и мы начали обдуманное и подготовленное мною знакомство со страной, то из совместных раздумий родился замысел „Ностальгии“, которая тоже есть, по сути, путешествие русского по Италии».
Гуэрра старался изо всех сил, показывая всё новые и новые красоты, но Тарковский был неумолим. «Я ещё ни разу не видел места, где мог бы оказаться наш персонаж, — говорил режиссёр. — Мне очень важно, чтобы это было связано не с красотой Италии, не с красотой её архитектуры, а с людьми, происшествиями, чувствами, — тогда мне будет легче…»